# 富士見高原スキー場
富士見高原スキー場（ふじみこうげんスキーじょう）は、長野県諏訪郡富士見町にある富士見高原リゾートのスキー場である。ファミリー向けスキー場で、週末にはナイター営業がある。八ヶ岳連峰の西岳の南西斜面に開かれている。
スノーボードはナイターのみ滑走可能。長野県の南方に位置しており、雪は少ないが晴天率は高い。「東京から最も近い長野県のスキー場」と銘打っている。

## コース
- 4本のリフトにより、2本のコースが設定されている。
  - センターゲレンデ 滑降距離600m、最大斜度26度、平均斜度17度の中級者向けゲレンデ。正面には入笠山や富士見パノラマスキー場、南アルプスの雄大な眺めが楽しめる。
  - ロマンスゲレンデ 横幅100m、平均斜度8度の初心者向けのゲレンデ。長靴での利用が可能。

他にもキッズスノーランドがある。
- 第１シングル (370m)…中間降り場あり、元旦には初日の出展望リフトとして特別運行される[1]
- 第２ペア (305m)
- 第３ペア (515m)
- 第４ペア (287m)

## 営業時間
- 9:00～17:00（最終入場16:30まで）
- ナイター:金・土曜日18:00～20:30（季節によって異なる可能性がある）

## 富士見高原リゾート
春夏秋の雪の無い時期も楽しめるレジャー施設
- ユニバーサルフィールド・創造の森・展天空の遊覧カート（標高差200ｍ・距離1,500ｍを富士山の見える「創造の森・展望台」をめざし、（「天空の遊覧カート」ゴルフカート）時速3㎞の緩やかなスピードで25分かけて登る。子供、高齢者、障害者にも楽しめる。バリアフリー）
- 花の里（雪の無い季節スキー場に百合や百日草、ニッコウキスゲ等の季節の花が植えられ、白樺の林の中、天空の遊覧カートやリフト、徒歩で160品種 6,500本の宿根草の百花繚乱の花畑を回れる。夜間ライトアップあり。期間：7月下旬頃～8月中旬頃、時間：18:00～20:30〈最終入場 20:00〉）
- ジュネス（八ヶ岳で気軽に高地トレーニングができるスポーツ複合施設）
- 富士見高原ハイキングコース（創造の森～不動清水～盃流し）：ハイキングやトレッキングが楽しめる。
- ゴルフコース

富士見高原リゾート内にある宿泊施設
- ホテル八峯苑 鹿の湯
- ドッグラン付き貸別荘

女優でシンガーソングライターの佐々木心音と母の裕子による母娘ユニット「CO906」が勤める富士見高原リゾートのイメージキャラクター「観光天使」。CMや「で～っかいアニマル遊園地」のオリジナルソングも歌う。

## 交通
- 中央自動車道小淵沢ICから7km
- 中央自動車道諏訪南ICから10km
- 東日本旅客鉄道中央本線：小淵沢駅、富士見駅